# 明德大学蒙特雷国际研究学院
明德大学蒙特雷国际研究学院（英語：Middlebury Institute of International Studies at Monterey），2015年1月之前原稱蒙特雷國際研究學院（Monterey Institute of International Studies），是位於美國加利福尼亞州蒙特雷的一所私立大學，1955年成立。該大學主要提供公共政策、環境政策、國際商業及語言教學領域，其中尤以口筆譯教學聞名世界，大學下有兩個研究生院和五個研究中心。2011年該學院人均福布萊特計劃學者数居全美首位。

## 外部連結
- Middlebury Institute of International Studies at Monterey home page （页面存档备份，存于）
- Center for Nonproliferation Studies home page （页面存档备份，存于）
- Globalization and Localization of Business Exports Center home page
- Google Maps link showing location of the school

36°35′59″N 121°53′49″W / 36.59972°N 121.89694°W